# Emiliano Ranocchi
Emiliano Ranocchi  – literaturoznawca, wykładowca języka polskiego na Uniwersytecie w Udine. Zastępca redaktor naczelnej kwartalnika „Autoportret”.

## Kariera naukowa
Skończył rusycystykę i germanistykę na Uniwersytecie w Urbino, doktoryzował się z literatury polskiej na rzymskim uniwersytecie „La Sapienza”. Od 2008 związany jest z Uniwersytetem w Udine, gdzie wykłada i prowadzi badania naukowe.

## Wybór publikacji
- Jan Potocki jako tajny radca. Nieznane listy Jana Potockiego do Andrieja Jakowlewicza Budberga z przełomu 1806 i 1807 roku[3]
- Miłość maszyn. Antynomie maszyny w polskim modernizmie[4]
- Widok z lotu balonem. O przemianie paradygmatu percepcji i narracji na przełomie XVIII i XIX wieku (Jean Paul, Potocki)[5]
- O tłumaczeniu Eneidy przez Andrzeja Kochanowskiego, „Ruch Literacki” 1997, nr XXXVIII (IV / 223), ISSN 0035-9602.
- Kryptocytaty z Eneidy Andrzeja Kochanowskiego w tłumaczeniach Piotra, w: Świt i zmierzch baroku, Lublin: TN KUL, 2002, ISBN 83-7306-073-1.